# European Lead Factory
L’European Lead Factory est un partenariat public-privé dont le but est d’accélérer la découverte de nouveaux médicaments en Europe. 
L’European Lead Factory est un consortium pan-Européen constitué de sept compagnies pharmaceutiques ainsi que de partenaires universitaires et de petites et moyennes entreprises (PME), financée par l’Innovative Medecines Initiative (IMI),. À un budget de près de 200 millions d'euros l'European Lead Factory est le plus grand projet individuel du portefeuille d'IMI. C'est un exemple unique de l'innovation ouverte réussie dans la recherche pharmaceutiques.

## Plateforme et objectifs
L’European Lead Factory, opérationnelle depuis 2013, est composée de deux principales entités : une chimiothèque (Joint European Compound Library) et un centre de criblage appelé European Screening Centre. Ensemble, ces deux entités offrent une plateforme pour la recherche pharmaceutiques Européennes permettant d’identifier de nouvelles pistes pour de la découverte de médicaments, en connectant des cibles thérapeutiques innovantes à des petites molécules appelées touches. Les touches identifiées sont ensuite transcrites dans une liste (en anglais hit list) qui inclut les composés chimiques ayant une affinité particulière pour la cible en question. Les composés figurants sur cette liste peuvent être utilisés soit comme sondes permettant de mieux comprendre les mécanismes biologiques ou comme points de départ pour la recherche de nouveaux médicaments. L’activité pharmacologique de ces touches liée à leur affinité, sélectivité, solubilité et leur activité métabolique peut également être optimisée en dehors de l’European Lead Factory afin d’augmenter leur potentiel de nouveaux médicaments. Le but étant que ces pré-médicaments comblent les besoins médicaux non satisfaits une fois approuvés comme nouveau traitement thérapeutique par les autorités compétentes.

## Innovation ouverte
La Joint European Compound Library dispose d’une collection d’environ 500 000 composés chimiques sélectionnés à partir des chimiothèques privées des 7 compagnies pharmaceutiques et enrichis par des molécules neuves synthétisées par les partenaires de l’European Lead Factory.
Les chercheurs européens universitaires, ainsi que les PME et des associations de patients soumettent leur cible thérapeutique qui, une fois sélectionnée, sera criblée contre la chimiothèque Européenne Commune par les chercheurs de l’Européen Lead Factory grâce à des techniques industrielles de criblage à haut débit.